# جهان نفسانی
«جهان نفسانی» (به انگلیسی: The Sensual World) آلبومی از هنرمند اهل بریتانیا کیت بوش است که در سال ۱۹۸۹ میلادی منتشر شد.